# Copa de Samoa de Futebol
A Samoa Cup é o principal torneio eliminatório do futebol masculino de Samoa. É organizado pela Federação de Futebol de Samoa.

## Campeões
- 2010: Kiwi 3-1 Moaula United
- 2011: Moaula United 5-2 Kiwi
- 2013: Lupe oSASle Soaga 2-1 Kiwi [aet]
- 2014: Kiwi[1]